# Mr. Europa

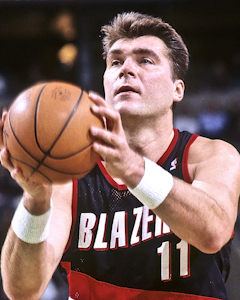
Fotografia d'Arvydas Romas Sabonis, guanyador de 1985.

El premi Mister Europa al jugador europeu de l'any va ser un premi de bàsquet d'entrega anual que es va crear el 1976 i atorgat per un grup de periodistes del setmanari italià Superbasket. Tenia com a objectiu premiar el millor jugador de bàsquet europeu, sense que importi on jugui en una temporada determinada, incloent els jugadors de l'NBA. El premi fou valorat amb base tant en les actuacions pel que fa a clubs, com a nivell d'equip nacional.
Igualment com el premi Euroscar de La Gazzetta dello Sport, aquest no és el premi al jugador de l'any de la FIBA, atorgat per la FIBA. El croata Toni Kukoč és qui ha obtingut el premi més cops, amb quatre, tres d'ells consecutius, cosa que també és un rècord.

## Quadre d'honor
Quan un jugador ha estat en més d'un club en la temporada del premi, tots són llistats.
Tres jugadors consten com a ciutadans de més d'un país:
- Nikos Galis era ciutadà estatunidenc i grec per naixement — tenia nacionalitat estatunidenca per haver nascut a Nova Jersey, i grega perquè els seus pares eren immigrants grecs als Estats Units.
- Toni Kukoč consta el 1991 com a ciutadà tant de la RFS de Iugoslàvia com de Croàcia perquè Croàcia va declarar la seva independència aquell mateix any.
- Peja Stojaković consta com a ciutadà tant de la RF de Iugoslàvia com de Sèrbia i Montenegro el 2002, l'any d'establiment d'aquesta darrera entitat. També ostenta la nacionalitat grega.

| Any  | Guanyador                 | País                        | Club(s)                                |
| ---- | ------------------------- | --------------------------- | -------------------------------------- |
| 1976 | Pierluigi Marzorati       | Itàlia                      | Cantù                                  |
| 1977 | Dražen Dalipagić          | RFS de Iugoslàvia           | Partizan Belgrade                      |
| 1978 | Dražen Dalipagić          | RFS de Iugoslàvia           | Partizan Belgrade                      |
| 1979 | Vladimir Tkachenko        | Unió Soviètica              | Stroitel Kiev                          |
| 1980 | Dino Meneghin             | Itàlia                      | Varese i Olimpia Milano                |
| 1981 | Dragan Kićanović          | RFS de Iugoslàvia           | Partizan Belgrade                      |
| 1982 | Dragan Kićanović          | RFS de Iugoslàvia           | Partizan Belgrade i Scavolini Pesaro   |
| 1983 | Dino Meneghin             | Itàlia                      | Olimpia Milano                         |
| 1984 | Juan Antonio San Epifanio | Espanya                     | FC Barcelona                           |
| 1985 | Arvydas Sabonis           | Unió Soviètica              | Žalgiris Kaunas                        |
| 1986 | Dražen Petrović           | RFS de Iugoslàvia           | Cibona Zagreb                          |
| 1987 | Nikos Galis               | Grècia                      | Aris Salònica                          |
| 1988 | Šarūnas Marčiulionis      | Unió Soviètica              | Statyba Vilnius                        |
| 1989 | Vlade Divac               | RFS de Iugoslàvia           | Partizan Belgrade i Los Angeles Lakers |
| 1990 | Toni Kukoč                | RFS de Iugoslàvia           | KK Split                               |
| 1991 | Toni Kukoč                | RFS de Iugoslàvia · Croàcia | KK Split i Benetton Treviso            |
| 1992 | Toni Kukoč                | Croàcia                     | Benetton Treviso                       |
| 1993 | Dražen Petrović           | Croàcia                     | New Jersey Nets                        |
| 1994 | Sasha Djordjević          | RF de Iugoslàvia            | Olimpia Milano i Fortitudo Bologna     |
| 1995 | Sasha Djordjević          | RF de Iugoslàvia            | Fortitudo Bologna                      |
| 1996 | Toni Kukoč                | Croàcia                     | Chicago Bulls                          |
| 1997 | Arvydas Sabonis           | Lituània                    | Portland Trail Blazers                 |
| 1998 | Predrag Danilović         | RF de Iugoslàvia            | Virtus Bologna                         |
| 1999 | Andrea Meneghin           | Itàlia                      | Varese                                 |
| 2000 | Gregor Fučka              | Itàlia                      | Fortitudo Bologna                      |
| 2001 | Peja Stojaković           | RF de Iugoslàvia            | Sacramento Kings                       |
| 2002 | Peja Stojaković           | RF de Iugoslàvia            | Sacramento Kings                       |
| 2003 | Šarūnas Jasikevičius      | Lituània                    | FC Barcelona i Maccabi Tel Aviv        |
| 2004 | Pau Gasol                 | Catalunya                   | Memphis Grizzlies                      |
| 2005 | Dirk Nowitzki             | Alemanya                    | Dallas Mavericks                       |
| 2006 | Jorge Garbajosa           | Espanya                     | Unicaja Málaga i Toronto Raptors       |
| 2007 | Dimitris Diamandidis      | Grècia                      | Panathinaikos                          |
| 2008 | Ricky Rubio               | Catalunya                   | Joventut Badalona                      |
| 2009 | Pau Gasol                 | Catalunya                   | Los Angeles Lakers                     |
| 2010 | Juan Carlos Navarro       | Catalunya                   | FC Barcelona                           |